# ムンド・デポルティーボ
ムンド・デポルティーボ（Mundo Deportivo、スペイン語発音: [ˈmundo ðeporˈtiβo]）は、スペイン・カタルーニャ州バルセロナ県バルセロナで発行されている日刊紙（スポーツ新聞）。言語はスペイン語。紙名は「スポーツの世界」を意味する。

## 歴史
ムンド・デポルティーボ紙は1906年2月1日に週刊紙として創刊され、1929年から日刊紙となった。現在も発行されているものとしてはスペイン最古のスポーツ新聞であり、ヨーロッパで2番目に古いスポーツ新聞である。ヨーロッパにおいては1896年に創刊されたイタリアのガゼッタ・デッロ・スポルト紙に次いでいる。
一般紙としてラ・バングアルディア紙を発行するグルポ・ゴドーによって、ムンド・デポルティーボ紙はバルセロナで発行されている。サッカークラブのFCバルセロナに関する報道が主であるが、その他にバスケットボールのリーガACB、モータースポーツのMotoGPやF1なども報じている。カタルーニャ州における二大スポーツ新聞はムンド・デポルティーボ紙とグルポ・セタが所有するスポルト紙である。
一部の記事を日本語翻訳・配信するサイトが、株式会社Amazing Sports Lab Japanにより2017年2月20日にムンドデポルティーボ日本語版として開設されている。